# Polygynandrie
La polygynandrie est une stratégie de reproduction qui se produit lorsque deux ou plusieurs mâles ont une relation sexuelle exclusive avec deux ou plusieurs femelles. Il n’est pas nécessaire que le nombre des mâles et celui des femelles soient égaux. De nombreux accouplements sans associations durables se produisent dans ce système communautaire de promiscuité. Des groupes polygynandres sont documentés chez 6 % des oiseaux et 65 % des mammifères (bonobos, rongeurs…).
Dans les espèces de vertébrés étudiées jusqu’à maintenant, le nombre de mâles est habituellement inférieur à celui des femelles dans leurs groupes de reproduction. Certains animaux suivent ce comportement de façon régulière, d'autres y ont recours dans des circonstances particulières.
Les groupes polygynandres contiennent souvent des mâles associés entre eux. L'avantage de cette forme de comportement sexuel est une plus grande diversité génétique, un moindre besoin pour les mâles de rivaliser les uns avec les autres et, pour les jeunes une protection et une éducation meilleure. La polygynandrie peut également se produire dans les systèmes de reproduction qui sont normalement polygames, quand la population mâle devient trop importante pour assurer la constitution de harems exclusifs.
Ce système protège mieux les femelles et il leur offre une plus grande assurance face à l'infertilité de leur partenaire.
Il peut se produire selon  trois processus : un mâle dominant a plusieurs femelles sur son territoire (polygynie) et un mâle bêta qui lui est subordonné se joint à lui. Un mâle polyandre accroit son territoire ayant ainsi accès à un plus grand nombre de femelles. Un mâle monogame accroit son territoire pour se procurer davantage de femelles. Dans ce cas le bénéfice n’est pas très clair puisque le mâle avait déjà assuré sa paternité et que la polygynandrie exige de lui un effort qui peut ne pas valoir la peine.

## Espèces

### Grive de Bicknell

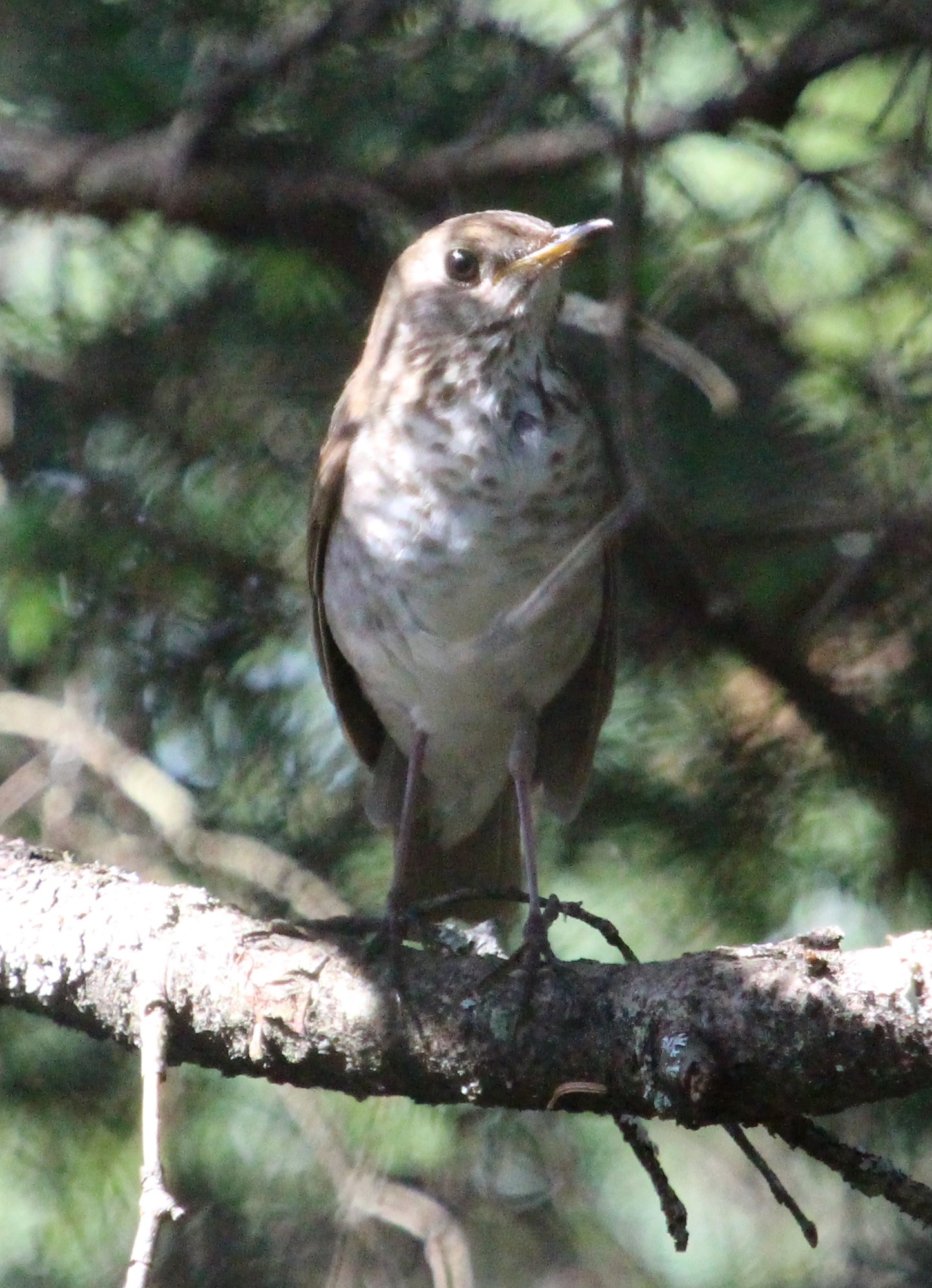
Une grive de Bicknell

La grive de Bicknell est connue comme espèce d'oiseau qui pratique la polygynandrie. Jusqu’à quatre mâles peuvent s’occuper d’une femelle et de sa progéniture. Cette stratégie est considérée comme un avantage particulier aider les jeunes oiseaux de cette espèce auxquels des mâles qui se sont accouplés avec leurs mères prennent soin de donner de la nourriture. Ils élèvent leurs petits au sommet des montagnes alpines du Québec et de la Nouvelle-Angleterre et, en hiver, en République dominicaine, en Haïti, et dans une petite partie de l'ile de Cuba. En règle générale, l'environnement dans lequel se reproduisent ces oiseaux est menacé. Les habitats de la Nouvelle-Angleterre sont menacés par la hausse des températures due au réchauffement climatique et leurs habitats d'hiver ordinaires souffrent de la déforestation.

### Accenteur mouchet
L'accenteur mouchet est connu pour la multiplicité de ses systèmes d’accouplement, qui comprennent la monogamie, la polyandrie, la polygynie et la polygynandrie. Dans la monogamie et la polygynandrie, aucun des deux sexes ne peut avoir un avantage sur l'autre en termes de succès de la reproduction.

### Bonobo
Les bonobos sont polygynandres. Les femelles peuvent être courtisées par n'importe quel mâle de leur groupe (à l’exception de leurs fils) et s’accoupler avec eux.

### Autres animaux
Le plectrophane de Smith est aussi mentionné en tant qu'espèce polygynandre.